# Tipula (Eumicrotipula) arecuna
Tipula (Eumicrotipula) arecuna is een tweevleugelige uit de familie langpootmuggen (Tipulidae). De soort komt voor in het Neotropisch gebied.